# Carabodes marginatus
Carabodes marginatus is een mijtensoort uit de familie van de Carabodidae. De wetenschappelijke naam van de soort is voor het eerst geldig gepubliceerd in 1884 door Michael.